# Hans Schwarzer
Hans Schwarzer (Lebensdaten unbekannt) war ein österreichischer Fußballspieler.

## Karriere
Schwarzer gehörte dem First Vienna FC an, für den er als Torwart von 1942 bis 1944 in der Sportbereichsklasse Donau-Alpenland, in einer von 17, später auf 23 aufgestockten Gauligen zur Zeit des Nationalsozialismus als einheitlich höchste Spielklasse im Deutschen Reich seit dem Anschluss Österreichs, Punktspiele bestritt.
Während seiner Vereinszugehörigkeit gewann er zweimal die Gaumeisterschaft und nahm infolgedessen auch zweimal an der Endrunde um die Deutsche Meisterschaft teil. Sein Debüt gab er am 2. Mai 1943 im Wiener Praterstadion beim 5:2-Erstrunden-Sieg über den MSV Brünn. Nachdem er auch das am 16. Mai mit 8:0 gegen den LSV Reinecke Brieg gewonnene Achtelfinale bestritten und seine Mannschaft das am 13. Juni ausgetragene Halbfinale mit 1:2 gegen den FV Saarbrücken verloren hatte, kam er nochmal im Spiel um Platz 3 zum Einsatz. Sein letztes Endrundenspiel bestritt er in der Folgesaison am 21. Mai 1944 bei der 2:3-Viertelfinal-Niederlage gegen den Dresdner SC, dem späteren Deutschen Meister.
Im Wettbewerb um den Tschammerpokal bestritt er 1943 ab dem Achtelfinale bis zum Finale vier Spiele. Das am 18. Juni 1944 im Berliner Olympiastadion vor 70.000 Zuschauern gegen den Luftwaffen-Sportverein Hamburg ausgetragene Finale wurde mit 3:2 nach Verlängerung gewonnen. Rudolf Noack, sein Mitspieler, erzielte zwei Tore, darunter den Siegtreffer in der 113. Minute.

## Erfolge
- Gaumeister Donau-Alpenland 1943, 1944
- Tschammerpokal-Sieger 1943